# Telesat

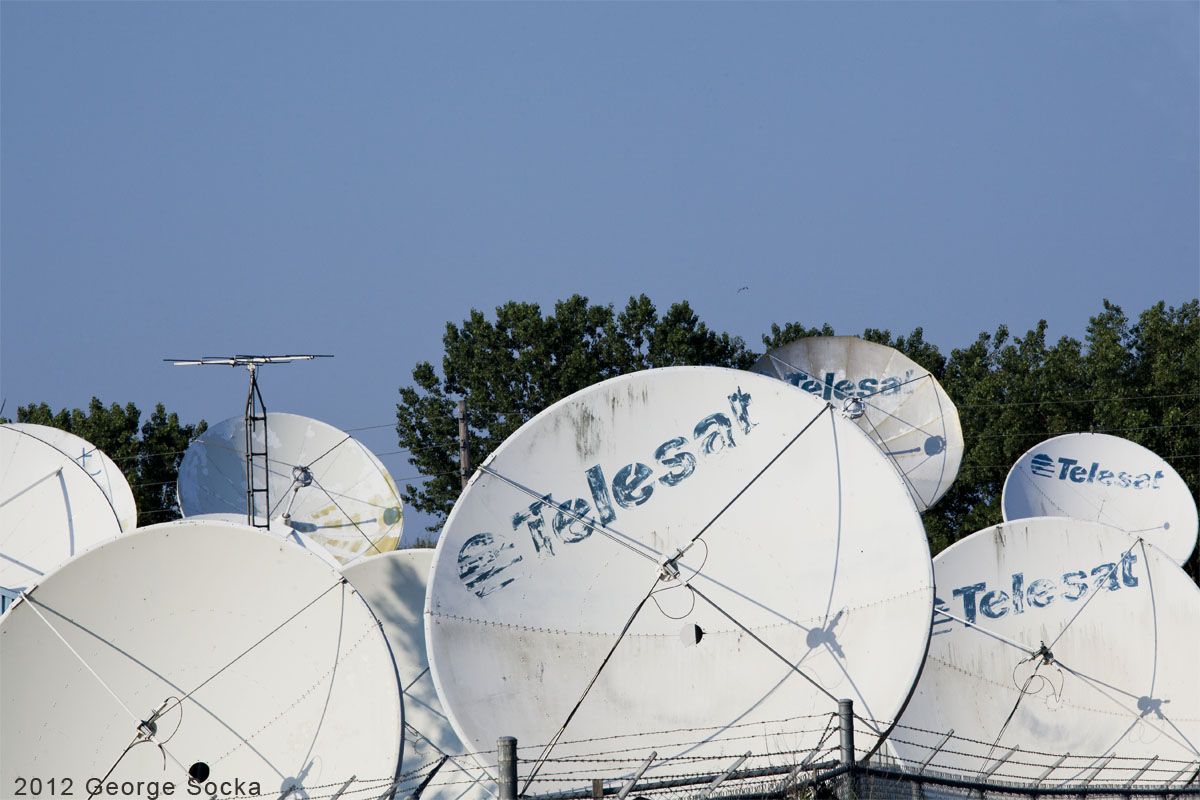
Antenas parabólicas Telesat.

Telesat Canadá es una empresa canadiense  de comunicaciones por satélite  fundada el 2 de mayo de 1969. La compañía tiene su sede en Ottawa, Ontario, además de tener oficinas en los Estados Unidos y Brasil .
El 5 de octubre de 2007 Loral Space & Communications y la Junta de Inversiones de Pensiones Públicas de Canadá (Public Pension Investment Board) recibieron la aprobación regulatoria final necesaria para completar la adquisición de Telesat desde BCE Inc. por CAD$ 3,25 mil millones. La adquisición se cerró el 31 de octubre de 2007, con Loral poseyendo el  64 ciento de Telesat.
Al mismo tiempo, Telesat Canadá se fusionó con Loral Skynet, una subsidiaria de Loral Space & Communications . Loral Skynet era un operdor de servicio completo mundial vía satélite con sede en Bedminster, Nueva Jersey . Esto dio lugar a la transferencia de todos los activos de Loral Skynet a Telesat.